# Rodrigo Amaral
Rodrigo Nahuel Amaral Pereira (Montevideo, 25 marzo 1997) è un calciatore uruguaiano, attaccante dei Montevideo Wanderers.

## Caratteristiche tecniche
Seconda punta, può giocare anche da centravanti o da esterno d'attacco sinistro.

## Palmarès

### Club
- Campionato uruguaiano: 2

Nacional: 2014-2015, 2016
- Supercopa Uruguaya: 1

Nacional: 2019

### Nazionale
- Campionato sudamericano Under-20: 1

Ecuador 2017

### Individuale
- Capocannoniere del Sudamericano Under-20: 1

Ecuador 2017 (5 gol, a pari merito con Lautaro Martínez, Bryan Cabezas e Marcelo Torres)